# 雅撒尼亞
雅撒尼亞 （希伯來語：יַאֲזַנְיָה，英语：Jaazaniah，意为：耶和華已經側耳細聽），舊約聖經中記載的人物。

## 聖經人物
舊約聖經中名叫雅撒尼亞者如下：
- 猶大王國軍官。巴比倫人佔領耶路撒冷後任職，支持巴比倫王任命管理猶大地的基大利。

- 利甲人首領之一。耶利米（並非先知耶利米）之子。先知耶利米領雅撒尼亞及其族人至耶和華殿，拿酒給他們喝。他們卻不肯喝，因為他們的祖先約拿達（利甲之子）曾經吩咐：“不可喝酒”，先知耶利米讚揚他們堅守原則。

- 沙番之子。以西結在異象中看見七十人於耶路撒冷的聖殿裡膜拜偶像，因為他們認為主已遺棄這個世界並不再保護他們，雅撒尼亞是其中之一。

- 押朔之子。以西結在異象中看見一群人站在耶和華殿之殿門前，散佈假預言告訴人們耶路撒冷不會被毀滅，雅撒尼亞是其中之一。

## 外部連結
- 守望台線上書庫 （页面存档备份，存于）
- 聖經人物 （页面存档备份，存于）